# 比尼 (杜省)
比尼（法語：Bugny，法語發音：[byɲi]）是法国杜省的一个市镇，属于蓬塔利耶区。

## 地理
比尼（46°59'41"N, 6°21'12"E）面积4.77 平方千米，位于法国勃艮第-弗朗什-孔泰大區杜省，该省份为法国东部内陆省份，北起上索恩省，西接汝拉省，东部及东南部与瑞士接壤，东北部与贝尔福地区省接壤。
与比尼接壤的市镇（或旧市镇、城区）包括：阿尔松、乌昂、维耶桑、瓦勒迪西耶、拉绍。

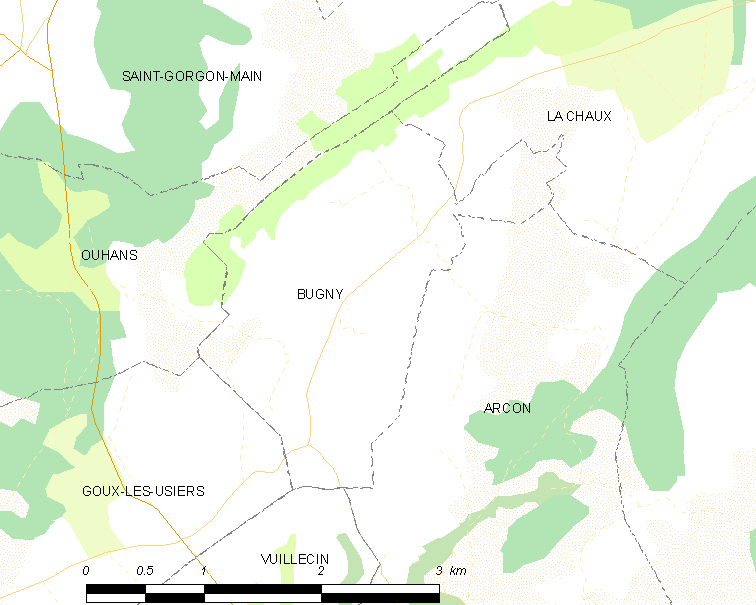
的OSM定位图

比尼的时区为UTC+01:00、UTC+02:00（夏令时）。

## 行政
比尼的邮政编码为25520，INSEE市镇编码为25099。

## 政治
比尼所属的省级选区为奥尔南县。

## 人口

1962-2008年间人口变化图示

比尼于2022年1月1日时的人口数量为248人。